# Billy Joel
William Martin „Billy” Joel (Bronx, New York, 1949. május 9. –) ötszörös Grammy-díjas amerikai rockzenész, énekes, dalszerző, és klasszikus zeneszerző.
Már tinédzserkorában is rendszeresen bárokban lépett fel. Egyik késő esti fellépése miatt lemaradt egy fontos angolvizsgájáról, így leérettségizni sem tudott. Eredetileg a "The Echoes" nevű zenekarban kezdett el játszani. Az első szóló nagylemeze 1971-ben jelent meg az Amerikai Egyesült Államokban, Cold Spring Harbor néven. Az első sláger, amivel berobbant a köztudatba, 1973-ban jelent meg, Piano Man címmel. Az Amerikai Lemezkiadók Szövetsége adatai alapján Billy Joel a hatodik legtöbb példányszámban elkelt lemez készítője az Amerikai Egyesült Államokban.
Joel többször is bekerült a Billboard listájának Top 10-esei közé, 1970-ben, 1980-ban, 1990-ben egyaránt. Ötszörös Grammy-díj nyertes, és 23-szoros Grammy-jelölt, és közel 150 millió lemezt adott el világszerte. Bekerült a Songwriters Hall of Fame (1992), a Rock and Roll Hall of Fame (1999), és a Long Island Music Hall of Fame (2006) dicsőségcsarnokaiba.
A We Didn’t Start the Fire című dala különösen ismert, benne említi Budapestet: "Bardot, Budapest, Alabama, Khrushchev, Princess Grace, Peyton Place, Trouble in the Suez".

## Diszkográfia

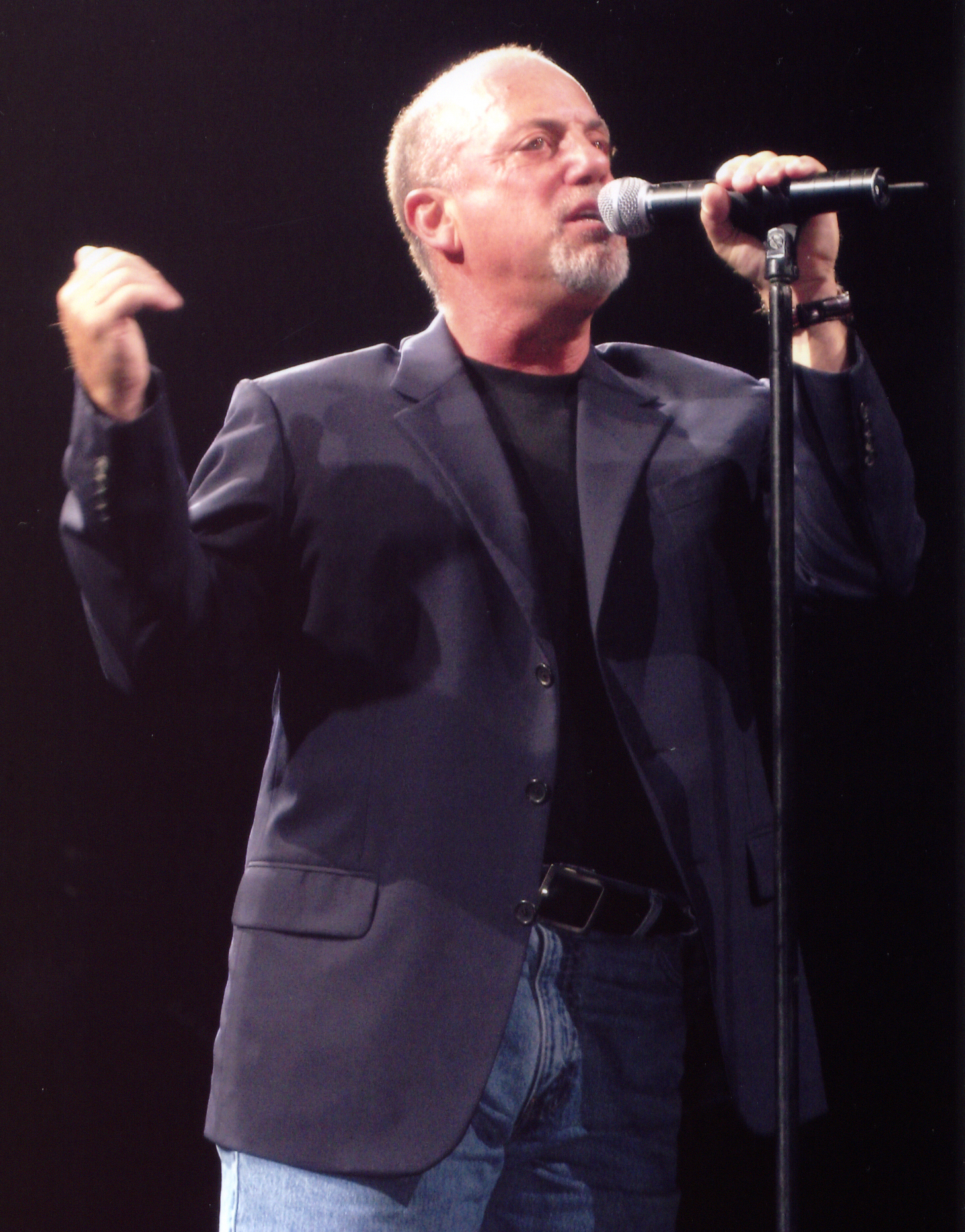
Billy Joel Perth-i fellépésén, 2007. november 7.

### Nagylemezek
- 1971 – Cold Spring Harbor
- 1973 – Piano Man (4 x platinalemez)
- 1974 – Streetlife Serenade (platinalemez)
- 1976 – Turnstiles (platinalemez)
- 1977 – The Stranger (gyémántlemez)
- 1978 – 52nd Street (7 x platinalemez)
- 1980 – Glass Houses (7 x platinalemez)
- 1982 – The Nylon Curtain (2 x platinalemez)
- 1983 – An Innocent Man (7 x platinalemez)
- 1986 – The Bridge (2 x platinalemez)
- 1989 – Storm Front (4 x platinalemez)
- 1993 – River of Dreams (5 x platinalemez)
- 2001 – Fantasies & Delusions

### Koncert felvételek
- 1981 – Songs in the Attic (3 x platinalemez)
- 1987 – КОНЦЕРТ (platinalemez)
- 2000 – 2000 Years: The Millennium Concert (aranylemez)
- 2006 – 12 Gardens Live

### Válogatás albumok
- 1985 – Greatest Hits Volume I and II (21 x platinalemez)
- 1988 – Starbox
- 1989 – Souvenir: The Ultimate Collection (díszdobozos kiadás)
- 1997 – Greatest Hits Volume III (platinalemez)
- 1997 – The Complete Hits Collection: 1973-1997 (limitált kiadás) (platinalemez)
- 1998 – Greatest Hits Volume I, II and III
- 2000 – The Ultimate Collection
- 2001 – The Essential Billy Joel (2 x platinalemez)
- 2004 – Piano Man: The Very Best of Billy Joel
- 2005 – My Lives (díszdobozos kiadás)

## Fordítás
- Ez a szócikk részben vagy egészben  a   Billy Joel című angol Wikipédia-szócikk fordításán alapul.  Az eredeti cikk szerkesztőit annak laptörténete sorolja fel. Ez a jelzés csupán a megfogalmazás eredetét és a szerzői jogokat jelzi, nem szolgál a cikkben szereplő információk forrásmegjelöléseként.